# Боргата Марина (Кјети)
Боргата Марина (итал. Borgata Marina) је насеље у Италији у округу Кјети, региону Абруцо.
Према процени из 2011. у насељу је живело 119 становника. Насеље се налази на надморској висини од 0 м.